# Die Super-Ex
Die Super-Ex (Originaltitel: My Super Ex-Girlfriend) ist eine US-amerikanische Filmkomödie von Ivan Reitman aus dem Jahr 2006. Die Hauptrollen spielen Uma Thurman und Luke Wilson.

## Handlung
Matt Saunders lebt in New York City und arbeitet in einem Architekturbüro. Er ist sehr unsicher im Umgang mit Frauen. Bei einem Versuch in der U-Bahn, eine interessante Frau anzusprechen, wird dieser gerade die Handtasche gestohlen. Er läuft dem Dieb nach und kann die Handtasche während der Verfolgung zurückholen. Die Frau, die anfangs sehr abweisend zu Matt ist, zeigt sich davon beeindruckt und ist daraufhin auch bereit, sich mit ihm zu treffen. Die beiden verabreden sich einige Male und werden ein Paar. Später erfährt er, dass seine unscheinbare Freundin Jenny Johnson ein zweites Leben als Superheldin G-Girl führt.
Jenny kam im Teenageralter durch die Berührung mit einem Meteoriten zu ihren Superkräften. Sie entdeckte den Meteoriten gemeinsam mit ihrem Schulfreund Bedlam, der heute Professor ist und als reicher Schurke gilt. Die Freundschaft der Teenager zerbrach, und Bedlam ist seitdem davon besessen, die Superkräfte von G-Girl zu neutralisieren und sie wieder zur alten Jenny Johnson zu machen.
Fand Saunders die heftigen Emotionen seiner Freundin Jenny alias G-Girl noch interessant, so ist er davon mehr und mehr eingeschüchtert und hält sie für krankhaft neurotisch. Zudem liebt er sie auch nicht mehr, sondern hat sich inzwischen in seine Bürokollegin Hannah verliebt. Also macht er mit Jenny Schluss. Diese lässt sich aber nicht so einfach abservieren und nutzt ihre Superkräfte, um sich zu rächen. Unter anderem befördert sie sein Auto in die Umlaufbahn der Erde, brennt mit Laserstrahlen aus ihren Augen in Großbuchstaben das Wort „dick“ (dt.: „Depp“ oder „Arschloch“) auf seine Stirn und zieht Saunders während einer wichtigen Präsentation in Sekundenbruchteilen nackt aus. Er verliert daraufhin seine Arbeit und will die Stadt verlassen, um weiteren Racheakten zu entkommen.
Professor Bedlam und Saunders treffen sich, Bedlam verlangt von ihm Unterstützung bei seinem Plan, die Kräfte von G-Girl zu neutralisieren. Saunders lehnt zuerst ab, aber nach einer ganzen Reihe von Belästigungen und Racheakten seiner Ex-Freundin überlegt er es sich anders. Saunders soll dabei helfen, G-Girl mit einem Meteoriten in Kontakt zu bringen, der ihr ihre Superkräfte entziehen kann. Unter dem Vorwand sie zurückhaben zu wollen, sucht er Jenny auf und verabredet sich mit ihr zum Essen bei sich zu Hause. Der Meteorit wird dort als angebliches Geschenk in einer großen Geschenkverpackung versteckt.
Beim vorgeblichen Versöhnungstreffen der beiden scheint vorerst alles wie geplant zu verlaufen, doch plötzlich taucht Hannah auf. Es kommt zum Streit zwischen beiden Frauen, währenddessen der Meteorit dann auch tatsächlich Jenny die Superkräfte entzieht und in sich speichert. Da kommt Bedlam ins Spiel und offenbart, dass er plant, die Superkräfte selber zu übernehmen, indem er den Meteoriten berührt. Im Handgemenge darüber berühren aber zuerst Jenny und Hannah den mit Jennys Superkräften aufgeladenen Meteoriten und erhalten so beide Superkräfte.
Es kommt zum Kampf zwischen den mit Superkräften ausgestatteten Frauen, in dessen weiteren Verlauf Saunders beide beruhigen und Bedlam das Geständnis entlocken kann, dass er in Jenny schon seit langem verliebt ist. Am Ende sind Jenny und Professor Bedlam sowie Matt und Hannah zusammen. In der Schlussszene fliegen die beiden Frauen davon, um eine Katastrophe zu verhindern, während ihre Männer mit den Handtaschen zurückbleiben. Während des Abspanns sieht man noch, dass Matts Freund Vaughn seine Frauenaufreißer- und Bett-Geschichten, mit denen er jede Woche vor Matt prahlte, nur erfunden hatte: Er gesteht seiner neuen Freundin, dass er seit über zwei Jahren keinen Sex hatte.

## Rezeption

### Einspielergebnisse
Der Film spielte in den USA und Kanada insgesamt ca. 22,5 Millionen US-Dollar und in anderen Ländern ca. 38,5 Millionen US-Dollar ein, was einem weltweiten Einspielergebnis von rund 61 Millionen US-Dollar entspricht.

### Kritiken
Der Film erhielt überwiegend negative und gemischte Kritiken, der Film konnte 40 Prozent der Kritiker bei Rotten Tomatoes überzeugen – basierend auf 131 Kritikern. Bei Metacritic konnte ein Metascore von 50, basierend auf 28 Kritiken, erzielt werden.
Ruthe Stein schrieb in der San Francisco Chronicle vom 21. Juli 2006, der Film sei nicht imstande, sich von dem „formalistischen Stoff aus Hollywood“ abzuheben. Es helfe nicht, dass Uma Thurman für die Rolle einer weiblichen Superheldin „perfekt“ sei. Problematisch seien einige Substränge der Handlung, die das Potenzial der Grundidee „systematisch vermindern“. Die Talente der Nebendarsteller wie Eddie Izzard seien „verschwendet“.
Das Lexikon des internationalen Films beschreibt den Film als „hinterlistige Parodie auf den Superhelden-Mythos einschlägiger Comics, die die genreübliche Asexualität der Helden hinterfragt und ad absurdum führt. Dabei löst die anspruchslos-unterhaltsame Komödie auf süffisante Weise eine Bringschuld des Genrekinos ein.“
Josh Tyler schrieb am 6. Juni 2006 bei CinemaBlend, der Film unterscheide sich von den anderen Superhelden-Filmen dadurch, dass diesmal das Hauptthema die Beziehung sei.
Peter Travers schrieb 2006 in der Zeitschrift Rolling Stone, Uma Thurman wirke im Film „heiß“, aber die Komödie sei ein „dünner, ausgedehnter“ Gag. Das sei lediglich zehn Minuten witzig.
Daniela Leistikow von Filmstarts.de findet den „Männer-Alptraum einer Trennung mit apokalyptischen Ausmaßen zumeist sehr unterhaltsam“, wenn auch manchmal zu albern und überzogen. Insgesamt sei „Ivan Reitmans Komödie zwar keine hohe Kinokunst, aber für einen Abend puren Popcorn-Entertainments auf jeden Fall zu empfehlen“.

### Auszeichnungen und Nominierungen
Uma Thurman und Anna Faris erhielten eine Nominierung bei den MTV Movie Awards 2007 für die „Beste Kampfszene (Best Fight)“.

## Trivia
Der Film wurde in New York City gedreht, zum Teil in den Steiner Studios in Brooklyn. Die Filmmusik wurde im Mai 2006 vom 88-köpfigen Orchester Hollywood Studio Symphony unter der Leitung von Pete Anthony aufgenommen.
Der Film startete in den US-Kinos am 21. Juli 2006, in Australien bereits am 20. Juli 2006. Kinostart in Deutschland war am 16. November 2006.

## Soundtrack
1. No Sleep Tonight – The Faders
2. Rescue Me – Rachel Robinson
3. The Joker – Fatboy Slim featuring Bootsy Collins
4. Love's A Game – The Magic Numbers
5. O What A Glorious Thing – Akira The Don
6. It Don't Matter – Donavon Frankenreiter
7. Oye Como Va – Chad Fischer
8. Everything's Right – Matt Wertz
9. One & Only – Teitur
10. Lover Come Up – Josh Kelley
11. She Drives Me Crazy – Fine Young Cannibals
12. Love Love Love – Tristan Prettyman
13. I Got You – Eskimos of Love
14. No Sleep Tonight (SXG Ext Summer Mix) – Molly McQueen